# Start (киностудия)
Творческое объединение «Старт» (пол. Zespół Filmowy „Start”) — польская киностудия, существовавшая с 1955 по 1968 год.

## История
Киностудия создана 1 мая 1955 года, ликвидирована 30 апреля 1968 года. Художественным руководителем была Ванда Якубовская. Литературным руководителем объединения был Ежи Путрамент.

## Известные фильмы киностудии «Старт»
- 1956 — «Загадка старой штольни» / Tajemnica dzikiego szybu
- 1956 — «Прощание с дьяволом» / Pożegnanie z diabłem
- 1957 — «Король Матиуш I» / Król Maciuś I
- 1959 — «Скандал из-за Баси» / Awantura o Basię
- 1960 — «Тысяча талеров» / Tysiąc talarów
- 1960 — «Пиковый валет» / Walet pikowy
- 1960 — «Сатана из седьмого класса» / Szatan z siódmej klasy
- 1960 — «Цена одного преступления» / Historia współczesna (Современная история)
- 1961 — «Два господина N» / Dwaj panowie N
- 1962 — «Семья Милцареков» / Rodzina Milcarków
- 1962 — «Одно другого интересней» / Wielka, większa i największa
- 1963 — «Где генерал?» / Gdzie jest generał...
- 1964 — «Конец нашего света» / Koniec naszego świata
- 1964 — «Барышня в окошке» / Panienka z okienka
- 1964 — «Вернись, Беата!» / Beata
- 1965 — «Горячая линия» / Gorąca linia
- 1966 — «Жареные голубки» / Pieczone gołąbki
- 1966 — «Терпкий боярышник» / Cierpkie głogi
- 1966 — «Бич Божий» / Bicz Boży
- 1967 — «Житие Матеуша» / Żywot Mateusza
- 1967 — «Юлия, Анна, Геновефа...» / Julia, Anna, Genowefa...
- 1968 — «Табличка мечты» / Tabliczka marzenia'